# Madeleine Biefnot
Pour les articles homonymes, voir Biefnot.
Madeleine Biefnot est une poète hennuyère née le 25 novembre 1930 et morte le 24 novembre 2013.

## Biographie
Madeleine Biefnot, née le 25 novembre 1930, est l'égérie des surréalistes louvièrois. En 1954, elle rencontre le poète Franz Moreau avec qui elle a trois enfants. Il meurt en 1962. Elle est ensuite la compagne du pédagogue Jacques Duez (qui meurt en février 2010). Avec eux, elle fréquente le vieux moulin de Tourtrès (Lot-et-Garonne), invités par le poète suisse Armel Guerne.
Elle a exercé l'emploi alimentaire d'éducatrice. En janvier 2001, le Cercle Émile Verhaeren de Renaix, a voulu attirer l'attention sur son œuvre « sans équivalent » en la distinguant par le Prix Verhaeren. À la fin de sa vie, elle vit à Mons. Elle meurt en 2013.

## Style
Selon Jack Keguenne, Madeleine Biefnot use, dès son premier recueil, « L'arbre à têtes », d'un vocabulaire « naturel », des mots de la campagne, de la botanique, qu'elle comprime en images denses, succinctes, tassées les unes sur les autres, pour livrer au plus juste un condensé d'émotions, un mixte de saveurs et d'odeurs qui donne résonance à la pensée de l'instant. S'agissant de quarante années d'écriture, on comprend, au-delà des mots, et on voit à l'œuvre, tour à tour, la femme désirante, l'amante, l'amour construit, l'enfantement... (...) Dans ses poèmes, la vie va son cours dans une bruissante limpidité.
Dans l'ouvrage La poésie francophone de Belgique 1928-1962, on peut lire : Les poèmes très brefs de Madeleine Biefnot, qui préfigurent le règne des « minimalistes », sauraient s'assimiler aux textes également succincts de René Char ou de Guillevic. Il ne s'agit pas, avec elle, d'une redéfinition de rapports ni d'une quête de vérités véritables. Au contraire, ce qu'elle souligne, en ses fables ajournées, c'est l'aspect terrorisant de tout poème. Le mystère, elle l'exacerbe, l'aggrave, le rend de plus en plus inouï. Les liens manquent : tout est surprise et gravité en ces concentrés d'une efficacité onirique rare.

## Son œuvre
- L'arbre à têtes, Montbliard, La Louvière, 1955
- Vingt poèmes masqués d'os, Montbliard, La Louvière, 1956
- Le tunnel suivi de La naissance du cerf, Petite Bibliothèque Phantomas, Bruxelles, 1959
- Le tournoi, Odradek no 73, Liège, 1977
- È pericoloso sporgersi, Marc Imberechts, Hombourg, 1979
- Précaire est la maison, poésie 1955-1995, Le Taillis Pré, Châtelineau, 1999

### L'enfant volée, exemple d'une de ses poésies minimalistes
La petite fille chantait

Le vent était clair

L'abricot brûlait ses joues

Alors

la brebis s'envola